# 중대비리수사청
중대비리수사청(Serious Fraud Office, SFO)는 영국의 특별사법경찰 조직이다.

## 역사
1970년대와 1980년대 초반, 런던에서 발생한 일련의 금융 스캔들이 심각하거나 복잡한 사기에 대처하는 정부의 일처리 방식에 대한 대중의 신뢰를 무너뜨렸다. 이에 대응하여 영국 정부는 1983년 사기 재판위원회를 설립했다. 로스킬 경이 위원장을 맡았다. 이 독립위원회는 법률 및 형사 절차의 변경이 어떻게 사기와 싸우는 더 효과적인 방법으로 이어질 수 있는지를 고려했다. 일반적으로 '로스킬 보고서'로 알려진 위원회의 보고서는 1986년에 발표되었다. 심각한 사기 사건을 탐지, 조사 및 기소하는 새로운 통합 조직을 설립해야 한다고 권고했다. 위원회의 권고로, 1987년 형법에 의해, 중대비리수사청을 설립했다. 1988년 4월에 문을 열었다.
영국의 중대범죄수사청(SFO)은 복잡한 경제범죄, 뇌물 및 부패사건에 대하여는 일반사건과 달리 수사개시 시부터 검사와 수사관이 하나의 기관 안에서 협력할 필요가 있어 수사와 기소를 통합시킨 기관이다.
영국의 경우, 경찰은 일반범죄, 국가범죄수사청(NCA, National Crime Agency)은 마약범죄와 조직범죄 등 광역범죄, 중대범죄수사청(SFO, Serious Fraud Office)는 경제범죄나 뇌물범죄를 담당한다. 영국은 원래 경찰이 수사와 기소를 전담하였으나 권력집중의 폐해가 심해지자 오히려 1985년 기소권을 경찰로부터 분리해 검찰조직인 왕립기소청을 신설하였다. 영국 검찰은 수사권이 없고 기소업무만 담당한다. 영국은 경찰에 수사권과 기소권을 부여했다가 경찰권 남용 문제가 불거진 뒤 1986년부터 경찰이 수사와 일반 사건의 기소를 담당하고 중대한 부패 범죄와 강력 사건의 기소는 왕립기소청(CPS·Crown Prosecution Service)이 맡도록 분리했다. 2013년 NCA가 창설되었으며, 영국판 FBI라고 부른다. 미국 FBI는 법무부 조직이지만, NCA는 내무부 조직이다.

## 사인소추
영국은 사인소추의 전통이 있어서, 일반 개인이 형사 기소를 할 수 있다. 영국은 사인소추제도가 일찍 발전해 수사는 경찰이 하지만 기소하고 재판에서 다투는 일은 개인(당사자와 변호사)의 일이었던 반면, 일찍이 왕 밑에 검사를 둔 역사적 전통이 있는 프랑스에서는 프랑스 혁명 이후 기소권을 검찰에 위임하는 공공소추제도를 확립시켰다. 영국에서는 사인기소(소추)가 헌법상의 전통적 권리로 인정되어 있으며, 19세기 초반까지 피해자에 의한 소추가 93%였다. 최근까지도 경찰이나 검찰이 아닌 지방자치단체, 운전면허청 등 공공기관을 비롯한 개인의 기소가 전체 소추의 약 20%를 차지하고 있다.
사인소추는 미국, 영국 등 영미법계 나라들에서 오래 지속돼왔고 독일, 프랑스 등 대륙법계 나라들도 부분적으로 채택하고 있는 제도지만, 대한민국은 국가소추주의를 채택해 국가만이 기소권을 갖고 있다.

## 대한민국
영국 중대비리수사청을 모델로, 2021년 한국 정부는 중대범죄수사청을 설립하고자 한다. 집권 더불어민주당은 적극 추진하려고 하지만, 윤석열 검찰총장은 물론, 검찰청 전체가 반발하고 있다.
중대비리수사청은 수사권과 기소권을 갖고 있다. 원래 영국은 수사권은 경찰, 기소권은 피해자인 개인이 갖는 나라다. 중대비리수사청은 한국의 검찰청처럼 수사권과 기소권을 국가기관이 갖는 개념이다.